# Customer relationship management
Customer relationship management (CRM), eller kundvård, omfattar styrning, organisering och administration av kunder och kundrelationer i ett företag. Detta omfattar arbetsprocesser med tillhörande affärssystem för IT-stöd. Exempelvis kan CRM omfatta kundstöd (annat namn är kundsupport) och kundregister. CRM är inte en programvara utan snarare en process som påverkar organisationen i ett företag och ska leda till bättre kundrelationer.

## Innehåll
CRM beskrivs ofta som en fullständig affärsfilosofi för att utveckla lönsamma relationer till lojala kunder. Begreppet CRM definieras som relationsmarknadsföringens värderingar och strategier - med särskild betoning på relationen mellan kund och leverantör - omsatta i praktisk tillämpning och beroende av både mänskliga handlingar och informationsteknologi. Ibland ses begreppet nästan uteslutande som användande av informationsteknik utan att beakta de strategiska aspekterna.
I motsats till de traditionella marknadsföringsteknikerna fokuserar CRM på kundtillfredsställelse. Det lönar sig att satsa på CRM för att det är dyrt att skaffa nya kunder och därmed alltså billigare att jobba för att behålla de kunder som man redan har. För att öka kundtillfredsställelsen fokuserar företaget på marknadsföring, försäljning och service. Marknadsföringens metoder för CRM kan exempelvis ske i form av marknadsföringskampanjer, men detta betyder inte att man försöker tillgodose kundens behov genom rabatter.
CRM har alltså släktskap och tydliga kopplingar till andra etablerade strategier, verktyg och förhållningssätt inom försäljning och marknadsföring, liksom nyare begrepp såsom sociala medier och customer involvement management.

## Mål
Målet med CRM är att företaget skall förstå kundernas värde för företaget och förstå kundens behov. Företagen strävar med CRM efter att attrahera nya kunder men även att behålla gamla kunder och få stamkunder. Man jobbar för kunderna och deras tillfredsställelse för att få ett långsiktigt värde för företaget. CRM fångar upp och analyserar relevant data från kunderna. Dessa data kan användas av alla i företaget och hjälper bland annat företaget att möta kundernas behov. CRM kan beräkna kundvärde och långtidsvärde kundspecifikt. CRM ses numera som ett av de viktigaste verktygen för ett företags framgång i den konkurrensinriktade företagsvärlden. Företag måste möta olika kunders behov på ett anpassat sätt. CRM kan stå för att förvalta sina kundrelationer, alternativt ta position i sina kundrelationer (fritt översatt).

## Customer involvement management
Customer involvement management, CIM, är ett synsätt som tar kundorienteringen ett steg längre än customer relationship management . CIM handlar om att identifiera och utveckla möjligheter att involvera sina kunder i sin produkt- och affärsutveckling såsom produktdesign, marknadsföring, försäljning, kundservice, etc. Involveringen kan ske till sådan grad att kunden blir en del av själva produkten, upplevelsen och leveransen.
Inom CIM betraktas produkter som en delmängd i det som möter kundens behov av identifikation, problemlösning och konsumtion - möjligheten att påverka till exempel produktens utformning och hur den konsumeras antas vara av stor betydelse för kundens köpbeslut och lojalitet.
Ett exempel på företag som utnyttjat CIM är Nike som med sitt koncept NikeiD låter kunderna själva designa sina sportskor.

## Integrering med affärssystem
CRM-system integreras ofta med affärssystem av olika slag som till exempel Globus eller större ERP (enterprise resource planning) affärssystem som till exempel SAP, AX, NAV, GP, som i sin tur integreras med SCM-system (supply chain management-system) och system för kvalitetsstyrning.
Kopplingen (CRM-ERP-SCM) är relativt logisk då CRM används i företagets marknadsföring, ERP används i företagets administration och SCM används i företagets produktion och vid leverans av produkter och tjänster. CRM anses vara ett av de viktigaste hjälpmedlen för ett företags överlevnad i den konkurrensinriktade affärsvärlden.
Det finns två olika typer av system: det ena är ett renodlat affärssystem som används av säljare och säljorganisationer i det dagliga arbete med säljbesök, offerter med mera. Det andra är lojalitetssystem, som främst inriktar sig på B2C (företag-till-kund), där man lagrar uppgifter om kundens köp, intressen med mera. Uppgifterna som lagras används i syfte att öka kundens CLV (customer lifetime value)..